# Baïkal (oblast d'Irkoutsk)
Pour les articles homonymes, voir Baikal.
Baïkal (en russe : Байка́л), anciennement Port Baïkal, est un possiolok (de 1948 à 2014 une commune urbaine) de l'oblast d'Irkoutsk en Russie. Se situant dans le raïon de Slioudinka, il se trouve dans la partie sud de l'oblast, sur les rives du lac Baïkal, dont il tire son nom. Il forme entièrement une municipalité ; la municipalité de Port Baïkal. Sa population s'élevait à 514 habitants en 2023. Ses habitants sont appelés en russe les Port-Baïkaltsy, soit en français les Port-Baïkaliens.

## Géographie
La localité de Baïkal se situe en Sibérie orientale, dans l'oblast d'Irkoutsk, un sujet de la fédération de Russie. Le possiolok fait partie du district fédéral sibérien, se trouvant à 1 480 km au sud-est de Novossibirsk, la capitale du district. Mamakan se situe aussi à 4 250 km à l'est de Moscou, ainsi qu'à 58 kilomètres au sud-ouest d'Irkoutsk, la capitale l'oblast.

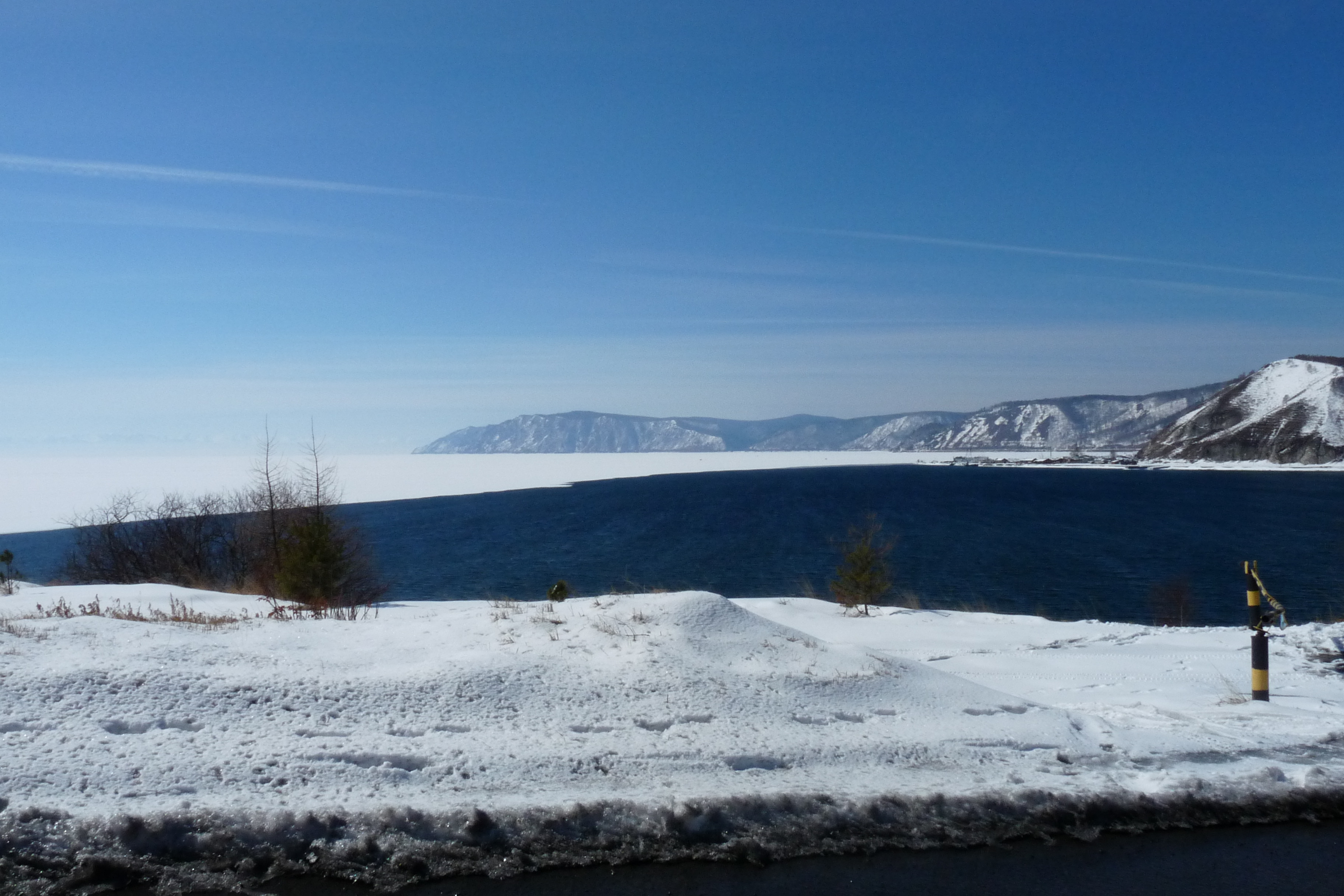
Source de l'Angara depuis Listvianka avec Baïkal en second plan.

Baïkal est l'une des trente localités du raïon de Slioudianka, raïon couvrant la partie la plus méridionale de l'oblast et des rives du Baïkal. Baïkal est aussi une municipalité, sous le nom de Port Baïkal (ru), d'après l'ancien nom du possiolok. C'est la municipalité la plus au nord et la plus à l'est de tout le raïon, à une distance de 77 kilomètres du centre administratif, Slioudianka.
Il se situe sur la rive occidentale du Baïkal, dans la partie sud du lac. Il est au début du plateau de l'Olkha (ru), des monts oscillant entre 500 et 800 mètres d'altitude (soit entre 50 et 250 mètres au-dessus du niveau du lac), allant de la source de l'Angara jusqu'aux monts Saïan.
Le possiolok se situe à l'endroit où l'Angara nait du lac Baïkal, s'écoulant dans la direction nord-ouest en direction d'Irkoutsk. Mais l'Angara ne perd pas en altitude, car le réservoir d'Irkoutsk, réservoir créé par le barrage d'Irkoutsk, augmenta de 1 mètre et demi le niveau du lac Baïkal.
De l'autre côté de la rivière se trouve le possiolok de Nikola ainsi que la commune urbaine de Listvianka, deux localités faisant partie du raïon d'Irkoutsk, la limite administrative entre les deux raïons passant à travers l'étendue d'eau.
Les bâtiments et maisons se situe le long du Baïkal, sur des versants, ainsi que dans quatre ravins. Les deux principaux ravins s'appellent Barantchik (en russe : Баранчик) et Chtchiolka (en russe : Щёлка) 

## Histoire
Le village fut fondé en 1897 dans le cadre de la construction du chemin de fer Circum-Baïkal, lui construit entre 1899 et 1904, comme une section du Transsibérien. La ligne longeait d'abord l'Angara entre Irkoutsk et Port Baïkal, puis jusqu'à Koultouk passait à flanc de falaise au moyen de nombreux tunnels et ponts, puis continuait sur une zone plus large jusqu'à Slioudianka et au-delà.
En parallèle, à la source de l'Angara fut créé un port, qui fut ouvert en 1900, et le village commença à se développer. En 1905, la ligne ferroviaire fut mise en service.
Entre 1947 et 1949 une voie ferrée électrifiée allant d'Irkoutsk à Slioudianka en passant par le village de Bolchoï Loug a été aménagée, à travers le plateau de l'Olkha. Puisque cette voie était considérablement plus courte que la ligne du Circum-Baïkal, l'itinéraire principal du Transsibérien a été transféré sur ce nouveau tronçon.
En 1948, Port Baïkal devint une commune urbaine.
Mais en 1956, avec le remplissage du réservoir d'Irkoutsk (ru) créé par le barrage d'Irkoutsk, la vallée de l'Angara entre Irkoutsk et le lac fut totalement inondée, tandis que le niveau du lac Baïkal augmenta de 1,46 m. La ligne ferroviaire entre Port Baïkal et Irkoutsk n'existait plus, et c'est le 30 juin 1956 que le dernier train a circulé sur la voie Circabaïkalienne, et le 1er juillet de cette même année, la circulation a été complètement arrêtée.
Depuis, le Circum-Baïkal n'est plus qu'une branche ferroviaire sans réelle destination, mais ces dernières années il connaît un regain de popularité auprès des touristes voulant l'utiliser pour voir le lac. Entre mai et octobre 2016, 40 100 touristes l'ont utilisé, une augmentation de 40 % par rapport à 2015.
Le port de Baïkal sert toujours, de plus en plus pour les touristes, même s'il y a toujours du fret, ainsi que des liaisons avec Listvianka de l'autre côté de la rive.
Depuis le 14 janvier 2014, Baïkal est un possoliok, et non plus une commune urbaine.

## Politique et administration

Douma depuis 2022.

Baïkal forme entièrement une municipalité, la municipalité de Port Baïkal (ru), subdivision de 3e niveau qui se situe dans le raïon de Slioudianka. De ce fait, la municipalité possède un chef de l'administration, une douma municipale, composée de 7 députés renouvelés tous les 5 ans, et a juridiction sur une partie du raïon, en l’occurrence 75 km2, ce qui en fait la plus petite municipalité du raïon.

Selon la loi de l'oblast, ses limites sont celles-ci : 
... Au nord, la municipalité de Portbaïkal borde le raïon d'Irkoutsk de l'oblast d'Irkoutsk. La frontière part du réservoir d'Irkoutsk , se dirige vers le sud-ouest le long de la rivière Maloletnaïa, puis suit une ligne brisée vers l'ouest jusqu'à la frontière avec la municipalité de Maritouï. De l'ouest, la municipalité borde la municipalité de Maritouï. La frontière part de la source de la rivière Bolchaïa Kroutaïa Gouba dans une direction sud-ouest à une distance de 3 km 800 m, puis tourne dans une direction sud-est vers le lac Baïkal. La longueur de la frontière ouest est de 7 km 200 m. Du sud, la frontière sur toute sa longueur longe le littoral du lac Baïkal. Le début de la frontière est de 139 km 600 m jusqu'à la source de la rivière Angara. De l'est, la municipalité borde le réservoir d'Irkoutsk. La frontière part de la source de l'Angara et se dirige vers le nord-ouest le long de la rive gauche du réservoir d'Irkoutsk jusqu'au bassin versant de la Maloletnaïa.
Les dernières élections municipales ont eu lieu lors des élections infranationales russes de 2022, et Russie unie a remporté 5 des 7 sièges, Russie juste 1 siège et le LDPR aussi 1 siège. La participation était de seulement 23 %.
Depuis le 8 novembre 2012, la cheffe de l'administration est Nadejda Ilinitchna Simakova.

## Démographie
Recensements (*) et estimations de la population,:
| 1959* | 1970* | 1989* | 1989* |
| ----- | ----- | ----- | ----- |
| 1 256 | 885   | 738   | 613   |

| 2002 * | 2010* | 2012 | 2013 |
| ------ | ----- | ---- | ---- |
| 504    | 425   | 425  | 427  |

| 2014 | 2015 | 2016 | 2017 |
| ---- | ---- | ---- | ---- |
| 428  | 413  | 402  | 400  |

| 2021* | 2023 | - | - |
| ----- | ---- | - | - |
| 514   | 511  | - | - |

## Économie, culture et transports

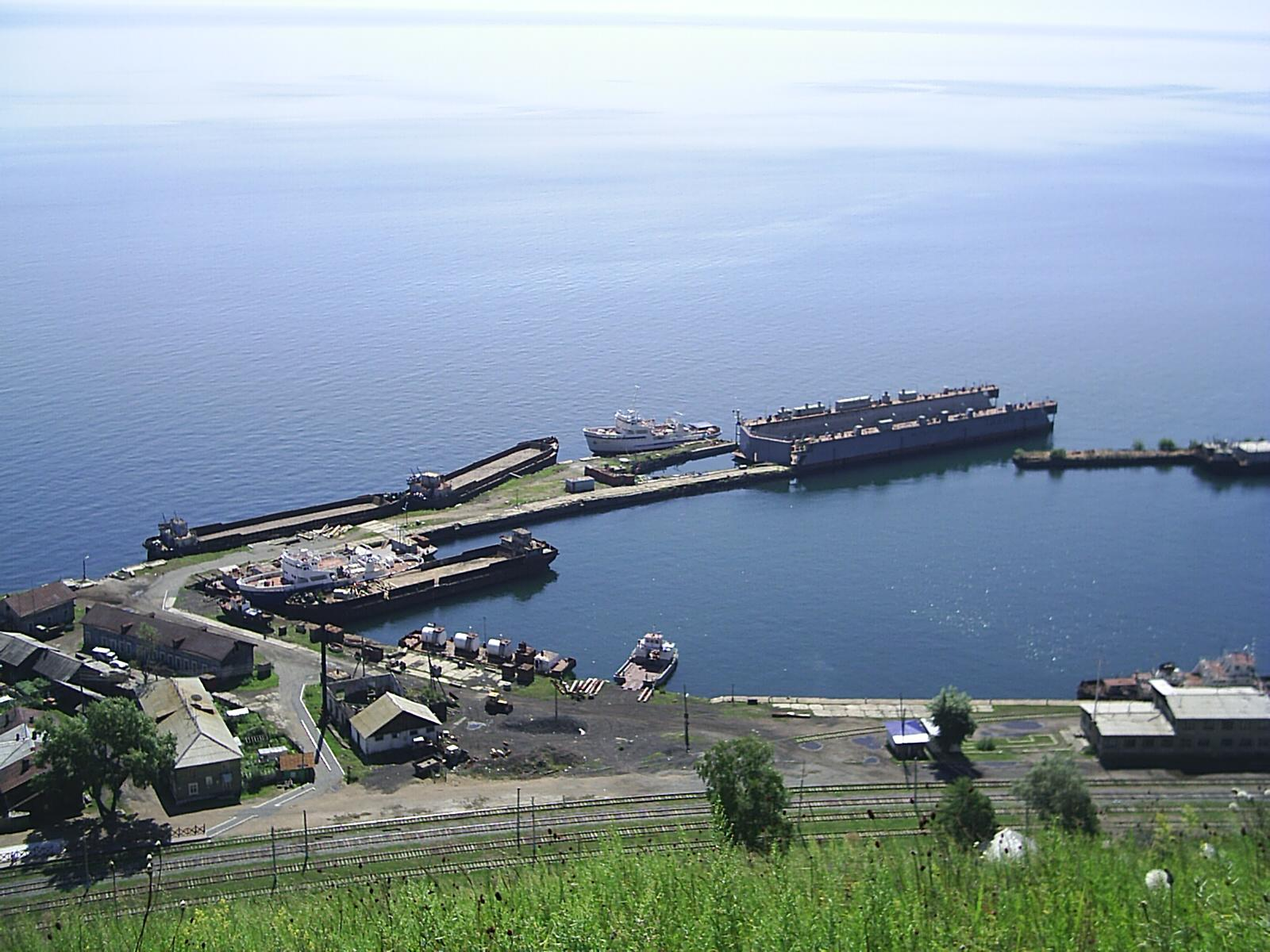
Le port.

Le tourisme est aujourd'hui la principale activité économique du petit village, en accueillant de nombreux touristes chaque année. Tout comme Listvianka, c'est désormais un lieu de villégiature, avec de nombreuses datchas. Le lac Baïkal, plus grande étendue d'eau douce à la surface de la Terre, qui est inscrit au patrimoine mondial de l'UNESCO en est la principale raison.
Le port (ru), en plus du trafic touriste, voit toujours du trafic de fret. Il possède une capacité de charge de 2 000 tonnes, avec deux grues de chargement.
Le village possède aussi une gare (ru), avec des trains touristiques sur le Circum-Baïkal. Aucune route ne connecte directement le village, il faut traverse l'Angara pour en trouver une, la 25N-209, qui va jusqu'à Irkoutsk.

## Galerie

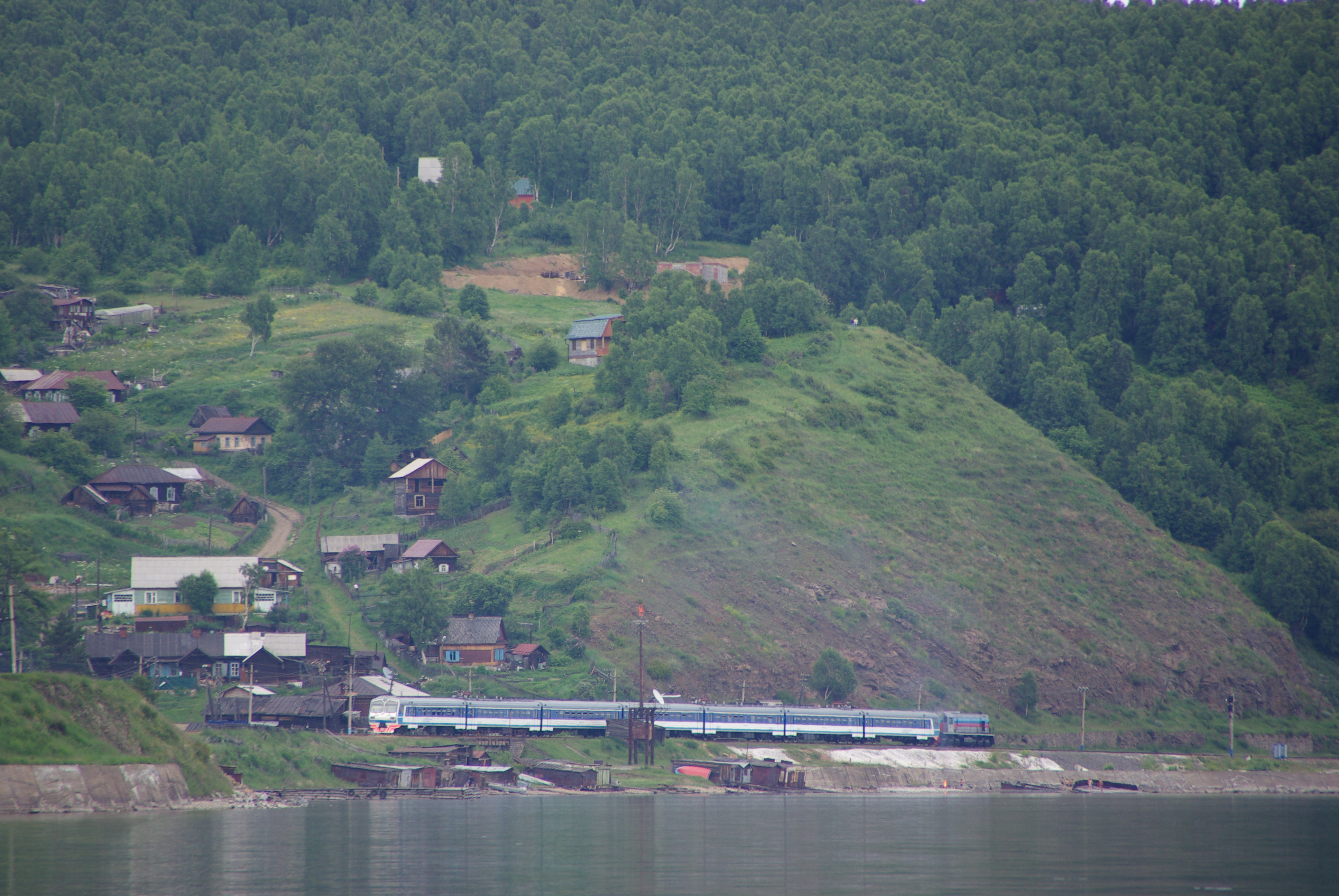
Train partant vers Slioudianka et des maisons.
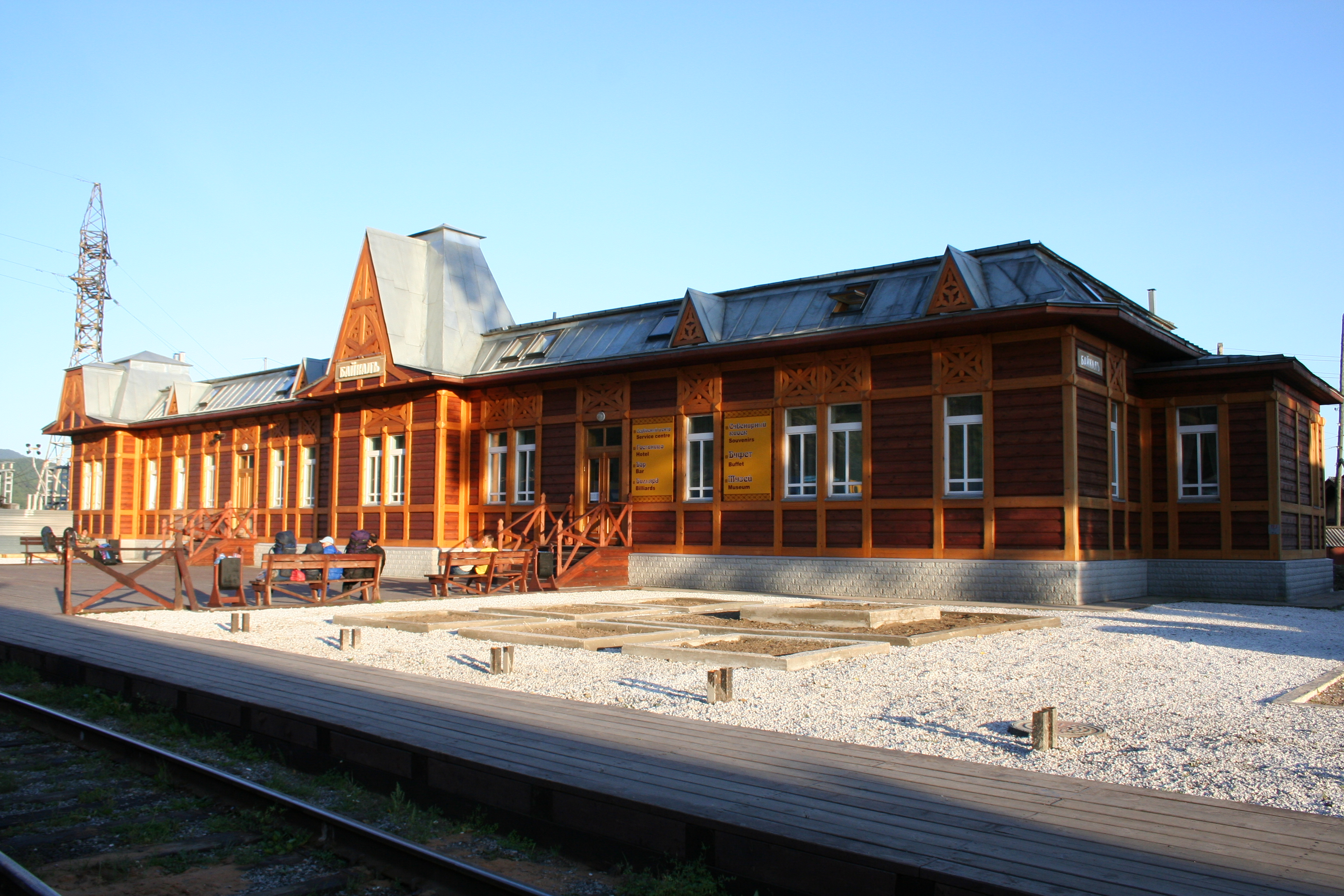
Gare du village.
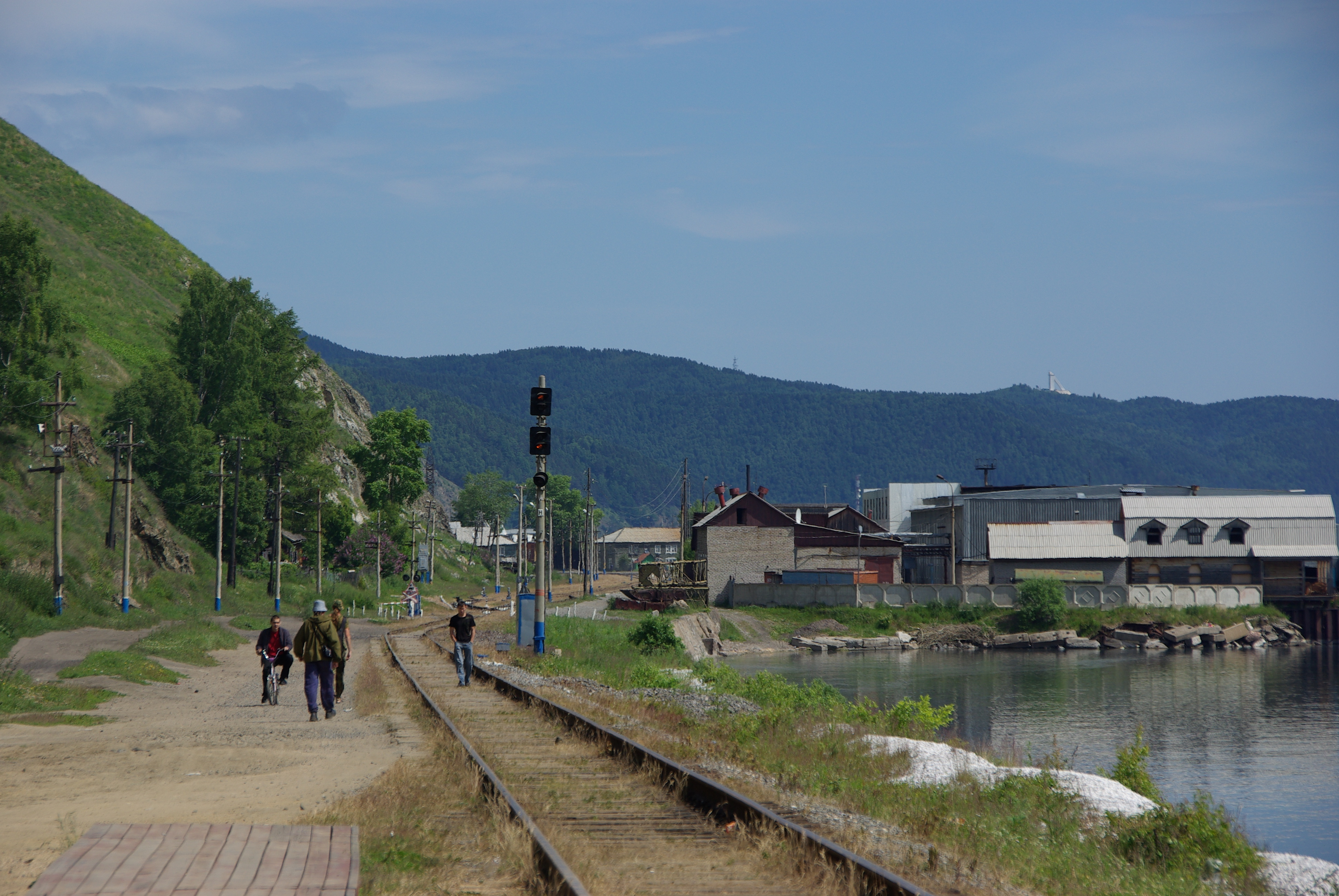
Centre de la localité.